# Tóth István (pilóta, 1894–1928)
Tóth István (Budapest, 1894. február 1. – Kabul, 1928. december 15.) pilóta, műszerész-technikus.

## Életrajza
Az első világháborúban hadi pilóta kiképzésben vett részt, ezután a hadműveletekben az olasz hadszíntéren mint pilóta vett részt. Miután megsebesült, a Magyar Általános Gépgyár mátyásföldi repülőgépgyárában dolgozott. A Magyarországi Tanácsköztársaság idején is a gyár alkalmazottja volt. 
1921 nyarán illegális szervezkedés vádjával letartóztatták és életfogytiglani fegyházra ítélték. 1922-ben a szovjet–magyar fogolycsere-akció keretei közt a Szovjetunióba került. Ezután a Szovjetunióban tanult a Vörös Hadsereg légiflottájának iskolájában. Tanulmányai után Vityebszkben lett parancsnok. 1926-ban a Moszkvai Katonai Repülőakadémia hallgatója lett, sikeres vizsgái után a 22. repülőszázad egyik parancsnoka lett. Az afgán kormány légiereje megszervezéséhez a Szovjetuniótól való segítségkérése után az afgán légierő katonai tanácsadója lett, és Kabulban irányította az afgán pilótaképzést.
1928. december 15-én az Amanullah király ellen külföldről támogatott felkelés idején – a közben életbe léptetett tűzszünet ellenére – gépét lelőtték, és életét vesztette.